# Tour de Ligurie
Le Tour de Ligurie (en italien : Giro della Liguria) est une course cycliste disputée en février dans la région italienne de Ligurie. 

## Historique
Créée en 2001 comme course par étapes sous le nom de Giro Riviera Ligure Ponente, cette course est d'abord classée en catégorie 2.4 par l'UCI, puis est promue en catégorie 2.3 en 2002. 
En 2003, elle devient le Tour de Ligurie, puis est organisée comme course d'un jour pour sa quatrième et dernière édition, en 2004, à la suite de l'annulation de la première étape. 
L'édition 2005, qui devait faire partie de l'UCI Europe Tour en catégorie 2.1, a été annulée. 

## Palmarès
| Année | Vainqueur       | Deuxième          | Troisième        |
| 2001  | László Bodrogi  | Andrea Ferrigato  | Freddy González  |
| 2002  | Paolo Bettini   | Fabio Sacchi      | Alberto Ongarato |
| 2003  | Danilo Di Luca  | Giuseppe Palumbo  | Wladimir Belli   |
| 2004  | Filippo Pozzato | Crescenzo D'Amore | Fred Rodriguez   |